# Ионеску, Мариус
Мариус Ионеску (рум. Marius Ionescu; род. 18 декабря 1984) — румынский бегун на длинные дистанции. На олимпийских играх 2012 года занял 26-е место в марафоне с результатом 2:16.28. Чемпион Европы среди юниоров 2003 года на дистанции 10 000 метров с результатом 29.40,41. Занял 13-е место на чемпионате мира 2011 года на марафонской дистанции с личным рекордом 2:15.32.
Занял 62-е место на чемпионате мира по кроссу 2003 года в забеге юниоров.